# Saint-Salvadou
Saint-Salvadou (en occitano Sent Sauvador) era una comuna francesa situada en el departamento de Aveyron, de la región de Occitania, que el 1 de enero de 2016 pasó a ser una comuna delegada de la comuna nueva de Le Bas-Ségala al fusionarse con las comunas de La Bastide-l'Évêque y Vabre-Tizac.

## Demografía
| Gráfica de evolución demográfica de Saint-Salvadou entre 1800 y 2013 |
|                                                                      |

Los datos demográficos contemplados en este gráfico de la comuna de Saint-Salvadou se han cogido de 1800 a 1999 de la página francesa EHESS/Cassini, y los demás datos de la página del INSEE.